# ستاپار
ستاپار (به صربی: Stapar) یک منطقهٔ مسکونی در صربستان است که در Apatin District واقع شده‌است. ستاپار ۳٬۷۲۰ نفر جمعیت دارد.